# The Night Of
The Night Of est une mini-série américaine en huit épisodes compris entre 57 et 96 minutes créée par Richard Price et Steven Zaillian, et diffusée du 10 juillet 2016 au 28 août 2016 sur HBO, et en simultané au Canada sur HBO Canada.
Il s'agit d'une adaptation de Criminal Justice, une série télévisée britannique diffusée entre 2008 et 2009.
En France, la série a été diffusée du 11 juillet 2016 au 29 août 2016 en version française sur OCS City,, à la même date en Belgique sur BeTV, au Québec du 8 septembre 2016 au 27 octobre 2016 sur Super Écran et en Suisse, du 26 mai 2017 au 17 juin 2017 sur RTS Un.

## Synopsis
Nasir « Naz » Khan est un étudiant américano-pakistanais vivant dans le Queens, à New York. Alors qu'il emprunte le taxi de son père pour se rendre à une fête, Naz se retrouve à conduire une jeune fille chez elle. Mais ce qui avait commencé comme une étrange soirée se transforme en cauchemar lorsqu'il se réveille dans la cuisine, découvrant ensuite la jeune femme avec laquelle il a eu des rapports sexuels, poignardée à mort dans sa chambre.
Incapable de se souvenir des événements de la nuit, pris de panique il quitte les lieux, mais se fait arrêter peu après pour une banale infraction au code de la route. Lors de sa garde à vue, un large couteau est retrouvé sur lui. De nombreux indices convergents le désignent comme coupable. Mais, en l'absence de souvenirs, d'aveux et de preuves irréfutables l'enquête fait apparaître plusieurs autres suspects.

## Distribution

### Acteurs principaux
- John Turturro (VF : Vincent Violette) : John Stone, avocat
- Riz Ahmed (VF : Benjamin Bollen) : Nasir Khan, jeune homme d'origine pakistanaise
- Michael K. Williams (VF : Jean-Paul Pitolin) : Freddy, caïd de la prison
- Bill Camp (VF : Bernard Métraux) : Dennis Box, inspecteur de police
- Jeannie Berlin (VF : Annie Balestra) : Helen Weiss, procureur de district
- Peyman Maadi (VF : Yann Guillemot) : Salim Khan, père de Nasir
- Poorna Jagannathan : Safar Khan, mère de Nasir
- Glenne Headly (VF : Juliette Degenne) : Alison Crowe, avocate
- Amara Karan (VF : Anne Tilloy) : Chandra Kapoor, avocate assistante de Crowe
- Ashley Thomas (VF : David Krüger) : Calvin Hart
- Paul Sparks (VF : Bruno Paviot) : Don Taylor
- Sofia Black D'Elia (VF : Claire Morin) : Andrea Cornish, la jeune fille assassinée
- Afton Williamson (VF : Ethel Houbiers): Officier Wiggins
- Ben Shenkman (VF : Franck Capillery) : Sgt. Klein
- Paulo Costanzo : Ray Halle
- Ned Eisenberg : Lawrence Felder, un juge
- Sticky Fingaz : un prisonnier
- Mohammad Bakri : Tariq
- Nabil Elouahabi (en) (VF : Didier Cherbuy) : Yusuf

### Acteurs récurrents
- Frank L. Ridley : Jerry
- Jeff Wincott : Détective Lucas
- David Chen : Inmate
- Lord Jamar : Tino, officier de prison
- Ariya Ghahramani : Amir Farik
- Syam Lafi : Hasan Khan
- Max Casella : Edgar
- Chip Zien : Dr Katz
- J. D. Williams : Trevor Williams

- Version française
  - Société de doublage : Chinkel
  - Direction artistique : Magali Barney[11]
  - Adaptation des dialogues : Xavier Hussenet, Garance Merley et Charles Platto
  - Enregistrement et mixage : Nathan Senot & Alice Desseauve

 Source et légende : version française (VF) sur RS Doublage

## Développement

### Production
Le 19 septembre 2012, la chaîne en abonnement HBO annonce la commande d'un épisode pilote de l'adaptation de la série britannique Criminal Justice avec James Gandolfini en tête d'affiche,.
Le 19 février 2013, HBO décide de ne pas poursuivre le projet de série,.
Le 13 mai 2013, HBO revient finalement sur sa décision et décide de commander la série, composée de sept épisodes,.
À la suite du décès de James Gandolfini, il est annoncé le 25 septembre 2013 que Robert De Niro reprendra son rôle,. Le 21 avril 2014, John Turturro reprend finalement le rôle à la suite de l'indisponiblité de Robert De Niro pour raison d'emploi du temps,.
Le 11 mars 2016, HBO annonce la diffusion de la série pour l'été 2016 sous son titre actuel,.
Le 20 avril 2016, HBO dévoile la date de lancement de la série pour le 10 juillet 2016 et que la saison sera composée de huit épisodes.

## Épisodes

### Épisode 1:La Plage
- États-Unis /  Canada : 10 juillet 2016 sur HBO[24] / HBO Canada[4]
- France /  Belgique : 11 juillet 2016 sur OCS City[25] / Be tv[8]
- Québec : 8 septembre 2016 sur Super Écran[26]
- Suisse : 26 mai 2017 sur RTS Un

- États-Unis : 774 000 téléspectateurs[27] (première diffusion)

### Épisode 2:Un animal rusé
- États-Unis /  Canada : 17 juillet 2016 sur HBO / HBO Canada
- France /  Belgique : 18 juillet 2016 sur OCS City / Be tv
- Québec : 15 septembre 2016 sur Super Écran
- Suisse : 27 mai 2017 sur RTS Un

- États-Unis : 1,28 million de téléspectateurs[28] (première diffusion)

### Épisode 3:La Cage noire
- États-Unis /  Canada : 24 juillet 2016 sur HBO / HBO Canada
- France /  Belgique : 25 juillet 2016 sur OCS City / Be tv
- Québec : 22 septembre 2016 sur Super Écran
- Suisse : 2 juin 2017 sur RTS Un

- États-Unis : 1,20 million de téléspectateurs[29] (première diffusion)

### Épisode 4:L'Art de la guerre
- États-Unis /  Canada : 31 juillet 2016 sur HBO / HBO Canada
- France /  Belgique /  Suisse : 1er août 2016 sur OCS City / Be tv
- Québec : 29 septembre 2016 sur Super Écran
- Suisse : 3 juin 2017 sur RTS Un

- États-Unis : 1,34 million de téléspectateurs[30] (première diffusion)

### Épisode 5:Engrenages
- États-Unis /  Canada : 7 août 2016 sur HBO / HBO Canada
- France /  Belgique : 8 août 2016 sur OCS City / Be tv
- Québec : 6 octobre 2016 sur Super Écran
- Suisse : 9 juin 2017 sur RTS Un

- États-Unis : 1,37 million de téléspectateurs[31] (première diffusion)

### Épisode 6:Samson et Dalila
- États-Unis /  Canada : 14 août 2016 sur HBO / HBO Canada
- France /  Belgique : 15 août 2016 sur OCS City / Be tv
- Québec : 13 octobre 2016 sur Super Écran
- Suisse : 10 juin 2017 sur RTS Un

- États-Unis : 1,41 million de téléspectateurs[32] (première diffusion)

### Épisode 7:Décès ordinaire
- États-Unis /  Canada : 21 août 2016 sur HBO / HBO Canada
- France /  Belgique : 22 août 2016 sur OCS City / Be tv
- Québec : 20 octobre 2016 sur Super Écran
- Suisse : 16 juin 2017 sur RTS Un

- États-Unis : 1,76 million de téléspectateurs[33] (première diffusion)

### Épisode 8:L'Appel de la forêt
- États-Unis /  Canada : 28 août 2016 sur HBO / HBO Canada
- France /  Belgique : 29 août 2016 sur OCS City[34] / Be tv
- Québec : 27 octobre 2016 sur Super Écran
- Suisse : 17 juin 2017 sur RTS Un

- États-Unis : 2,16 millions de téléspectateurs[35] (première diffusion)

## Accueil

### Réception critique
La première saison est accueillie de façon très favorable par la critique. L'agrégateur de critiques Metacritic lui accorde une note de 90 sur 100, basée sur la moyenne de 40 critiques.
Sur le site Rotten Tomatoes, elle obtient une note moyenne de 95 %, sur la base de 59 critiques.
Dans le n°82 (septembre 2016) du Studio Ciné Live, elle est qualifiée de "meilleure série de l'année".

### Audiences

#### Aux États-Unis
L'épisode pilote, diffusé pour la première fois le 10 juillet 2016, a réalisé une audience de 774 000 téléspectateurs. La semaine suivante le deuxième épisode part en hausse avec 1,28 million de téléspectateurs. Après une baisse lors du troisième épisode à 1,20 million de téléspectateurs, les audiences n'ont cessé de croître jusqu’à l'épisode final qui réalise la meilleure audience de la série en réunissant 2,16 millions de téléspectateurs.
Les huit épisodes qui composent la série ont réalisé une audience moyenne de 1,41 million de téléspectateurs lors de leur première diffusion. Cependant, chaque épisode ayant été diffusé à deux reprises dans la même soirée, et préalablement mis en ligne sur la plateforme de HBO, l'audience moyenne par épisode revendiquée par la chaîne atteint 8,2 millions de téléspectateurs .

## Produits dérivés

### Sorties DVD
| Intitulé du coffret     | Nombre d'épisodes | Dates de sortie     | Dates de sortie | Nombre de disques   | Nombre de disques | Société de distribution |
| Intitulé du coffret     | Nombre d'épisodes | États-Unis (Zone 1) | France (Zone 2) | États-Unis (Zone 1) | France (Zone 2)   | Société de distribution |
| ----------------------- | ----------------- | ------------------- | --------------- | ------------------- | ----------------- | ----------------------- |
| The Night Of - Saison 1 | 8                 | 18 octobre 2016     | 1er mars 2017   | 3                   | 2                 | Warner Home Video       |